# As Gémeas
St. Clare's (As Gémeas em Portugal) é uma coleção de doze livros sobre o colégio interno de Santa Clara (St. Clare's) perto de Londres, sendo seis escritos pela autora de literatura infantojuvenil Enid Blyton, três por Pamela Cox também inglesa, e três pela autora portuguesa Sara Rodi, que lia a coleção em criança .

## Personagens
A coleção segue as heroínas Patrícia (Pat) e Isabel O'Sullivan desde o seu primeiro ano no colégio.
Outras personagens incluem Alison (Alice) O'Sullivan (prima das gémeas que também é conhecida como a cabeça de vento da turma), Hilary(Ilda) Wentworth, Vera Johns, Celia Naylor, Catarina Gregory, Carlotta (Carlota) Brown (uma antiga rapariga do circo), Janet (Joana) Robins (uma rapariga que prega muitas partidas engraçadas), Doris (Dora) Elward, Kitty (Catarina) Flaherty (que trouxe o seu animal de estimação – a cabra McGinty), "A Honorável" Angela Favorleigh, Alma Pudden "Alma Pudim" e depois "Alma Penada", "Catty" Elsie Fanshawe, Gladys (Graça) Hillman, Mirabel (Miranda), Anne-Marie (Ana Maria), Sarah (Sara) Stuart, Felicidade Ray, Filipa "Pipa" Bentley (filha de Duques), Claudina (Claudine) e Antonieta, sobrinhas da professora de francês, Antoinette (Antónia) "Tó" Ellis, Winifred (Frederica) James (a líder quando Pat e Isabel andavam no primeiro período), Tessie (a líder do segundo período), Margery Fenworthy (que foi expulsa de seis escolas mas torna-se amiga no final), Lucy Oreill (que se torna amiga de Margery),Mónica e Matilde Lacey (as gemeas que entraram quando Pat e Isabel andavam no sexto ano), Erica (a problemática),Raquel (delegada de turma do primeiro ano quando as gémeas andavam no sexto), Sofia (a aluma do primeiro ano que anda de cadeira de rodas), Priscilla Parsons (a aluna do sexto ano que é expulsa) e Joan (Júlia) Terry (que foi intimada por Priscilla).
As professoras são:
Miss Roberts (diretora de turma do primeiro ano), Miss Jenks (diretora de turma do segundo ano), Miss Adams (diretora de turma do terceiro ano), Miss Walker,Miss Kennedy (a professora de história que substituiu uma professora durante um período), Miss Lewis (a professora de história que ficou doente num período), Miss Theobald (a diretora que costumava apoiar os alunos em Matemática), Mamzelle(Mademoiselle)  (a professora francesa), Miss Cornwallis (a professora do quinto período) Miss Harry (a professora do sexto período), Miss Wilton (a professora de desporto).

## Livros

### Coleção original
Enid Blyton publicou os seis livros originais da coleção As Gémeas (St. Clare's) de 1941 a 1945. 
1. As Gémeas no Colégio de Santa Clara — no original The Twins at St. Clare's (1941)
2. As Gémeas Voltam ao Colégio — no original The O'Sullivan Twins (1942)
3. O Terceiro Período em Santa Clara — no original Summer Term at St. Clare's (1943)
4. O Segundo Ano no Colégio de Santa Clara — no original The Second Form at St. Clare's (1944)
5. Claudina no Colégio de Santa Clara — no original Claudine at St.Clare's (1944)
6. O Quinto Ano no Colégio de Santa Clara — no original Fifth Formers of St. Clare's (1945)

### Continuação da coleção
Pamela Cox publicou mais dois livros da coleção, The Third Form at St. Clare's e The Sixth Form at St. Clare's, em 2000, bem como o terceiro livro, Kitty at St Clare's, em 2008. 
1. O Terceiro Ano em Santa Clara — no original The Third Form at St. Clare's (2000)
2. O Sexto Ano no Colégio de Santa Clara — no original The Sixth Form at St. Clare's (2000)
3. Catarina no Colégio de Santa Clara — no original Kitty at St Clare's (2008)

A escritora portuguesa Sara Rodi foi convidada pela editora portuguesa Oficina do Livro a continuar a coleção, tendo editado o décimo livro da coleção em 2015 e outros em 2016 e 2017.
1. Mais Aventuras no Colégio de Santa Clara (2015)
2. Adeus, Santa Clara (2016)
3. Um primeiro período especial em Santa Clara (2017)

## Adaptações
A coleção foi adaptada numa série de televisão de animé de 1991, intitulada As Gémeas de Santa Clara, da Tokyo Movie Shinsha.
Três filmes alemães:
- Hanni & Nanni (2010)
- Hanni & Nanni 2 (2012)
- Hanni & Nanni 3 (2013)